# Тхондоса
Тхондоса (кор. 통도사) — буддийский монастырь на южном склоне горы Йончхуксан в городе Янсан провинции Кёнсан-Намдо, Корея. Один из главных монастырей ордена «Чоге» корейского буддизма. Монастырь в 2018 году был внесён ЮНЕСКО в список Всемирного наследия.
Тхондоса является одним из трёх главных буддийских храмовых комплексов в Корее. Посвящён Будде. Знаменит тем, что в нём, якобы, хранятся «настоящие святыни Будды Шакьямуни» — частички мощей, а также части одежды основателя Учения. Монастырь характеризуется отсутствием статуи Учителя, поскольку уже есть реликвии, размещённые на подворье в специальной каменной ступе. Также на территории монастыря располагаются более 50 зданий, что позволяет считать его одним из самых крупных буддийских комплексов в Южной Корее. 
Монастырь, согласно легенде, был основан в 646 году монахом Чачжаном при королеве Сондок государства Силла в местности, где до этого жили драконы. Именно Чачжан (Чаджа) после обучения в Китае привёз частицы мощей Будды, что послужило поводом для основания монастыря как места хранения реликвий и распространения Учения. 
Во время Имдинской войны в 1590-х годах монастырь был сожжён японцами, в 1641 году был восстановлен.